# Cuglieri
Cuglieri (topónimo oficial en lengua sarda; pron. Cùglieri) es una localidad italiana de la provincia de Oristán, región de Cerdeña,  con 2977 habitantes.

## Evolución demográfica
| Gráfica de evolución demográfica de Cuglieri entre 1861 y 2001 |
|                                                                |
| Fuente ISTAT - elaboración gráfica de Wikipedia                |